# Иванчич, Виктор
Ви́ктор И́ванчич (хорв. Viktor Ivančić; род. 8 октября 1960, Сараево) — хорватский журналист и публицист. Главный редактор Feral Tribune. Живёт и работает в Сплите.

## Биография
Родился 8 октября 1960 года в Сараево. В 1980-е являлся участником юмористической группы Viva Ludež.
Писал для студенческой газеты факультета электротехники, машиностроения и кораблестроения Сплитского университета. Журналистской деятельностью начал заниматься в 1984 году. Писал для Nedjeljna Dalmacija и Slobodna Dalmacija. Является одним из основателей и первым главным редактором еженедельника Feral Tribune. В ходе югославских войн выступал с антивоенными заявлениями, поддерживал мирные инициативы и сотрудничество народов бывших югославских республик. Во время войны в Хорватии писал материалы с осуждением насилия, совершённого в том числе и хорватской армией. Позиция Иванчича привела к конфликту с президентом Хорватии Франьо Туджманом. Для препятствования журналистской деятельности, 31 декабря 1993 года Иванчич был призван в хорватскую армию. Мобилизация Иванчича стала первым случаем в истории независимой Хорватии, когда главного редактора СМИ мобилизовали на армейскую службу. Проведя в армии несколько недель, журналист был освобождён от несения службы.
В 1996 году хорватские власти обвинили в клевете Виктора Иванчича и Маринко Кучича за статью «Кости в миксере» (хорв. Kosti u mikseru), где рассказывалось о планах Туджмана перезахоронить хорватских солдат, принадлежавших к нацистскому движению усташей, погибших во время Второй мировой войны, вместе с сербами, евреями и цыганами, погибшими в концентрационном лагере «Ясеновац». В соответствие с действовавшим тогда законодательством, клевета на президента являлась уголовным преступлением и каралась лишением свободны на срок до трёх лет. Тем не менее, в сентябре 1996 года журналисты были оправданы.
После закрытия Feral Tribune в 2008 году он писал для еженедельника «Новости». Весной 2009 года Иванчич покинул издание Novi list из Риеки, после того, как его владельцы, связанные с националистической партией Хорватское демократическое содружество, прекратили публикацию материалов Иванчича.
Иванчич — автор книг Točka na U: slučaj Šakić (1998), Lomača za protuhrvatski blud (2003), Vita activa (2005), Animal Croatica (2007), Planinski zrak (2009), Radnici i seljaci (2014) и Sviranje srednjem kursu (2015). В 2012 году о деятельности Иванчича и Feral Tribune был снят документальный фильм «Зеркало общества в процессе создания» (хорв. Ogledalo društva u nastajanju).
В 2017 году Иванчич подписал Декларацию об общем языке хорватов, сербов, боснийцев и черногорцев.

## Награды
- Премия Веселко Тенжера (1992)[1]
- Международная премия за свободу прессы (1997)[1]
- Премия Улофа Пальме (1997)[1]
- Премия Йошко Кулушича (1999)[1]
- Премия Душко Кондора за гражданское мужество (2012)[2]